# کارلوس د کاردناس جونیور
کارلوس د کاردناس جونیور (اسپانیایی: Carlos de Cárdenas Jr.‎؛ زادهٔ ۷ ژوئیهٔ ۱۹۳۲) قایقران قایق بادبانی اهل کوبا است.